# Petacciato
Petacciato là một thị trấn và comune ở tỉnh Campobasso (Molise), miền Nam Ý.
Là trung bộ của bờ biển Adriatic, đứng trên một ngọn đồi ở 225 m. Từ vị trí thống trị của nó cung cấp một cảnh quan rộng lớn và đẹp như tranh vẽ trải dài từ núi Majella doi đất Gargano, thông qua quần đảo của quần đảo Tremiti.
Thị trấn có diện tích 2.968 ha, dân số 3.648 cư dân.

## Lịch sử
Lịch sử của Petacciato là rất cổ xưa nhưng chắc chắn là nó có một tài liệu một phần không rõ ràng về nguồn gốc và tên gọi của nó. Trong thời kỳ tiền La Mã đã bị chiếm bởi những người Frentano, người gốc không chắc chắn. Trong thực tế, theo một số nhà sử học này xuống bởi người Samnit, người Liburnia, người Sabin và người Etrusca. Một số cũng được tên của nó: "Petazio", nguồn gốc Hy Lạp-La Mã, nó có nghĩa là chiếc mũ rộng vành, "Prune", có nghĩa là để uống trong sự phong phú, có thể là do sự hiện diện của rất nhiều suối nước trong lãnh thổ của mình, cũng như "Betavium" "Petacciata", "Pitacciato" vv
Lãnh thổ của Petacciato luôn bị chiếm đóng bởi các dân tộc khác nhau và cướp. Ngài chịu đựng các cuộc tấn công của những người Goths (thế kỷ V), Byzantine (thế kỷ thứ sáu), người Lombard (thế kỷ thứ bảy).
Thị trấn ven biển đã bị phá hủy nhiều lần bởi những trận động đất; chúng ta phải đề cập đến những xảy ra trong những năm 1117, 1125 và 1456. Sau đó, đặc biệt là vào đêm giữa 4 và 5 tháng 12, gây ra một sự tàn phá khủng khiếp của thị trấn dẫn đến cái chết của nhiều người dân. Tiếp theo đó nhiều năm nghèo đói và bị bỏ rơi của đất nước.
Trong năm 1463 Petacciato đã một lần nữa bị phá hủy bởi Anjou, trong cuộc chiến chống lại các Aragonese rằng Petacciato, cùng với Guglionesi, một quốc gia láng giềng, đã bênh vực dũng cảm. Chỉ trong giữa thế kỷ XVI Petacciato trở nê thịnh vượng. Đã có trên thực tế của các khu định cư dân Slav mà đảm bảo các repopulation của lãnh thổ. Ông đã gắn liền với Đại học Guglionesi, nhưng năm 1618 các đã được bán Petacciato và phát hiện bởi Công tước Celenza (Abruzzo) Giulio Cesare Caracciolo vào năm 1619.